# Peter J. Sterkenburg

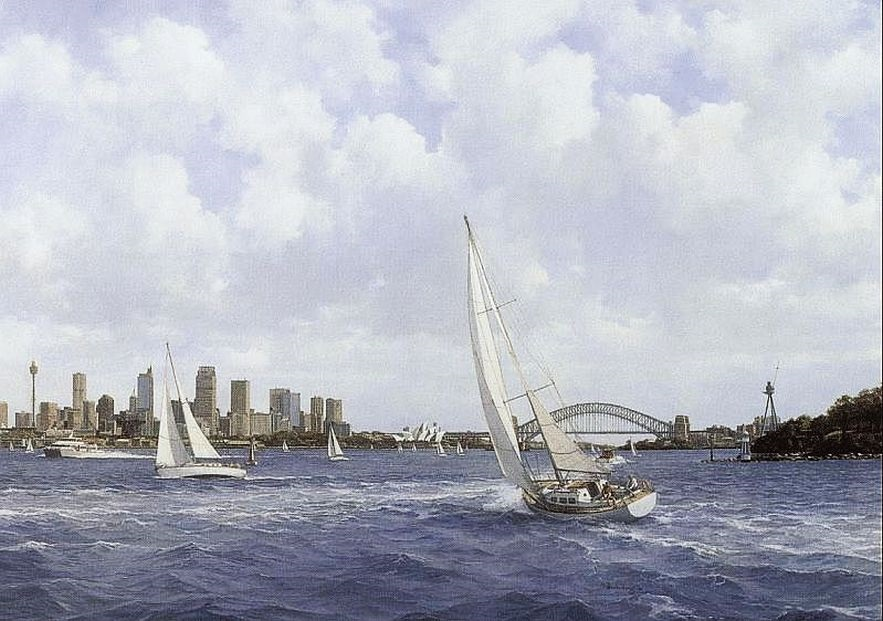
Hafen von Sydney

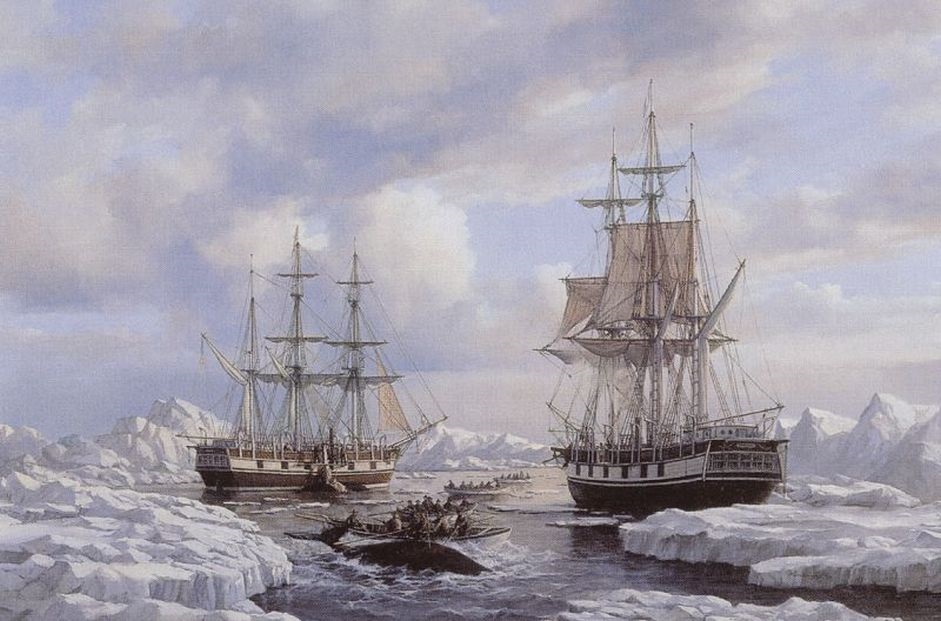
Waljagd

Peter J. Sterkenburg (* 15. Dezember 1955 in Harlingen; † 23. April 2000 in Zurich (Friesland)) war ein niederländischer Seemaler.

## Leben
Sterkeburgs Vater war Seemann. Nach seiner Dienstzeit in der niederländischen Armee beschloss er, Berufsmaler zu werden. Sterkenburg beschränkte sich zunächst auf einfache freie Entwürfe. Aus dieser Zeit stammen Abbildungen von Hühnern, Nacktstudien, Landschaften und auch surrealistische Bilder. Später entwickelte er einen einzigartigen, leicht erkennbaren, romantischen Malstil. Er zeigte eine Vorliebe für Schiffe und Wasser.
Seine Seestücke befinden sich heute in Privatsammlungen auf der ganzen Welt. Ausstellungen in den Niederlanden, Amerika, Hong Kong, Singapur, Kuala Lumpur, Jakarta und Sydney trugen zu seiner Bekanntheit bei und es erfolgten viele Sonderaufträge.
Seinen letzten Auftrag bekam er von der Firma VFD, die für die Ausstattung der Kreuzfahrtschiffe der Holland America Line verantwortlich war. Dieses sieben Meter langes Gemälde zeigt Segelschiffe der Niederländischen Ostindien-Kompanie (VOC) aus dem 17. Jahrhundert vor Amsterdam. Sterkenburg konnte dieses Gemälde nicht fertigstellen, weil er im Alter von nur 44 Lebensjahren starb.
2001 wurde eine Stiftung gegründet um seine Arbeit besser bekanntzumachen.

## Stil
Nachdem er ein Vorbild auf Papier gezeichnet hatte, skizzierte er das Bild zunächst in Holzkohle auf Leinwand. Sterkenburg benutzte eine sogenannte „nasse“ Technik; er wartete nicht, bis die Farbe vollständig trocken war. Zum Schluss wurden die Lichtverhältnisse mit einem feinen Pinsel akzentuiert, um mehr Tiefe zu erzielen.
Trotz des Realismus seiner Bilder gilt Sterkenburg nicht als ein Feinmaler. Er hatte eine Vorliebe für Leinen von einer eher groben Textur. Auf diese vergleichsweise raue Oberfläche konnte er die Takelage seiner Schiffe filigran abbilden. Die zu diesem Zweck verwendete Pinsel aus Zobelhaar ermöglichte es ihm, jedes Mal nur eine kleine Menge Farbe aufzutragen, was zu kurzen, zusammengefügten Strichen führte. Diese Technik kann jedoch im Endergebnis nicht erkannt werden, denn seine Linien scheinen kontinuierlich zu sein. Dies vermittelt dem Zuschauer den Eindruck, dass alles im Detail ausgearbeitet ist. Um möglichst lebensecht zu malen, benutzte Sterkenburg häufig seine umfangreiche maritime Büchersammlung.

## Ausstellungen
- 1978 Hardegaryp

- 1980 Breukelen

- 1985 San Francisco

- 1986 A.J. Koster Galery, Schoorl[5]

- 1988 A.J. Koster Galery, Schoorl

- 1992 Repulse Bay Hotel, Hong Kong[6]

- 1994 Regent Hotel, Kuala Lumpur

- 1994 Hollandse Club, Singapur

- 1994 Erasmus Huis, Djakarta

- 1994 Hilton Hotel, Sydney

- 2001 Hannemahuis, Harlingen[7]

- 2004 Westfries Museum, Hoorn[8]

- 2015 Fischereimuseum Zoutkamp, Zoutkamp[9]

- 2015 Friesisches Schifffahrtsmuseum, Sneek[10]

## Galerie

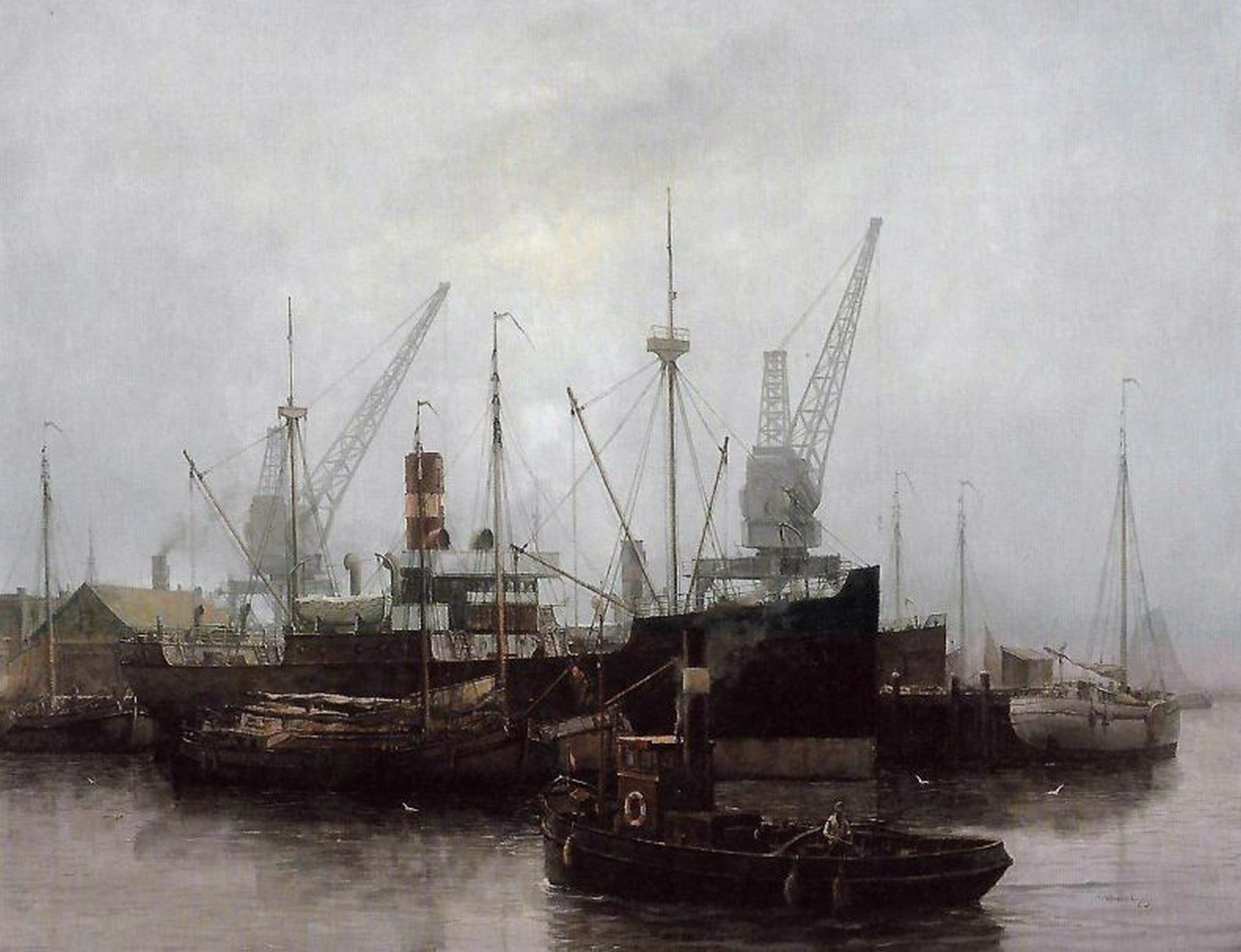
Harlingen im Nebel.  Der Seemaler Peter Sterkenburg kam zur Welt in Harlingen, in der niederländischen Provinz Friesland. Er hat die Hafenstadt öfters als Hintergrund für seine Gemälde benutzt. Hier hat er Schiffe um 1950 im Wilhelmshaven abgebildet. Das Gemälde stammt aus 1994.
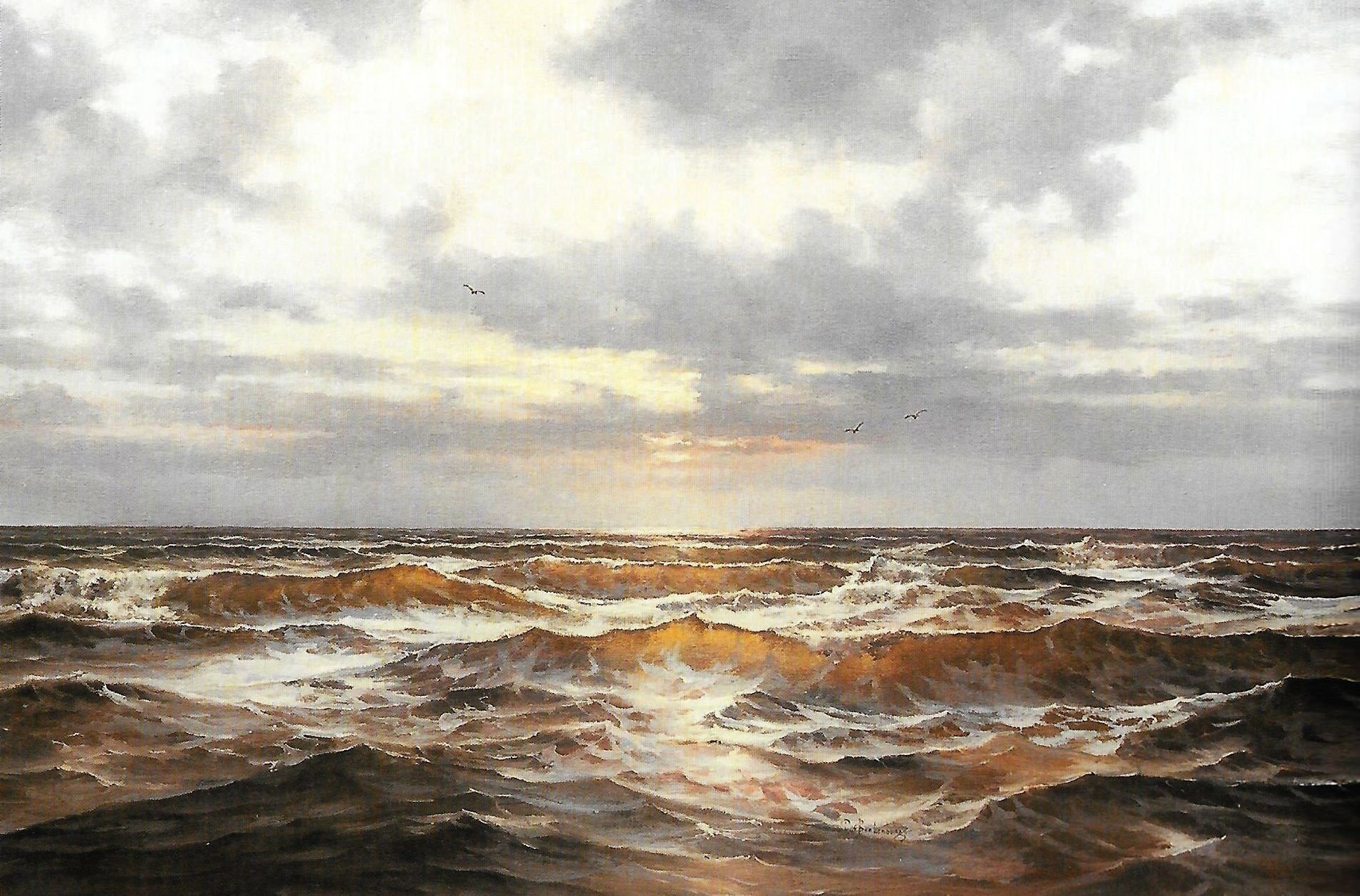
Untergehende Sonne. Eine untergehende Sonne macht die Wellen der Brandung transparent. Die Raumempfindung dieser Darstellung wird noch verstärkt durch herumfliegende Möwen. Das Gemälde stammt aus 1990
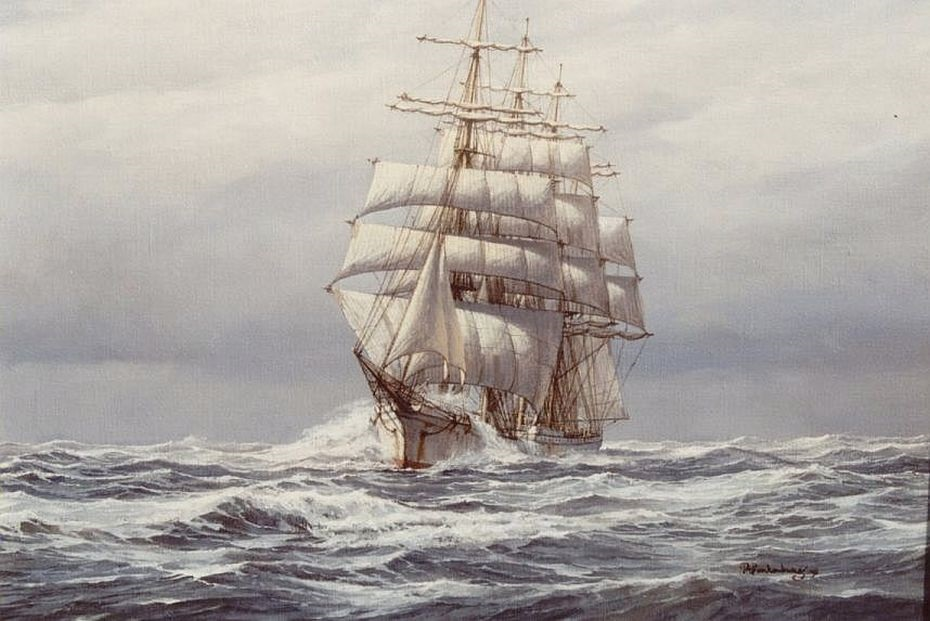
Die Herzogin Cecilie war eine berühmte deutsche Viermastbark und ein frachtfahrendes Segelschulschiff, das schnellste seiner Zeit. Namenspatronin war die seefahrtbegeisterte deutsche Kronprinzessin Cecilie, Herzogin zu Mecklenburg-Schwerin (1886–1954) und Gemahlin von Wilhelm von Preußen. Cecilie
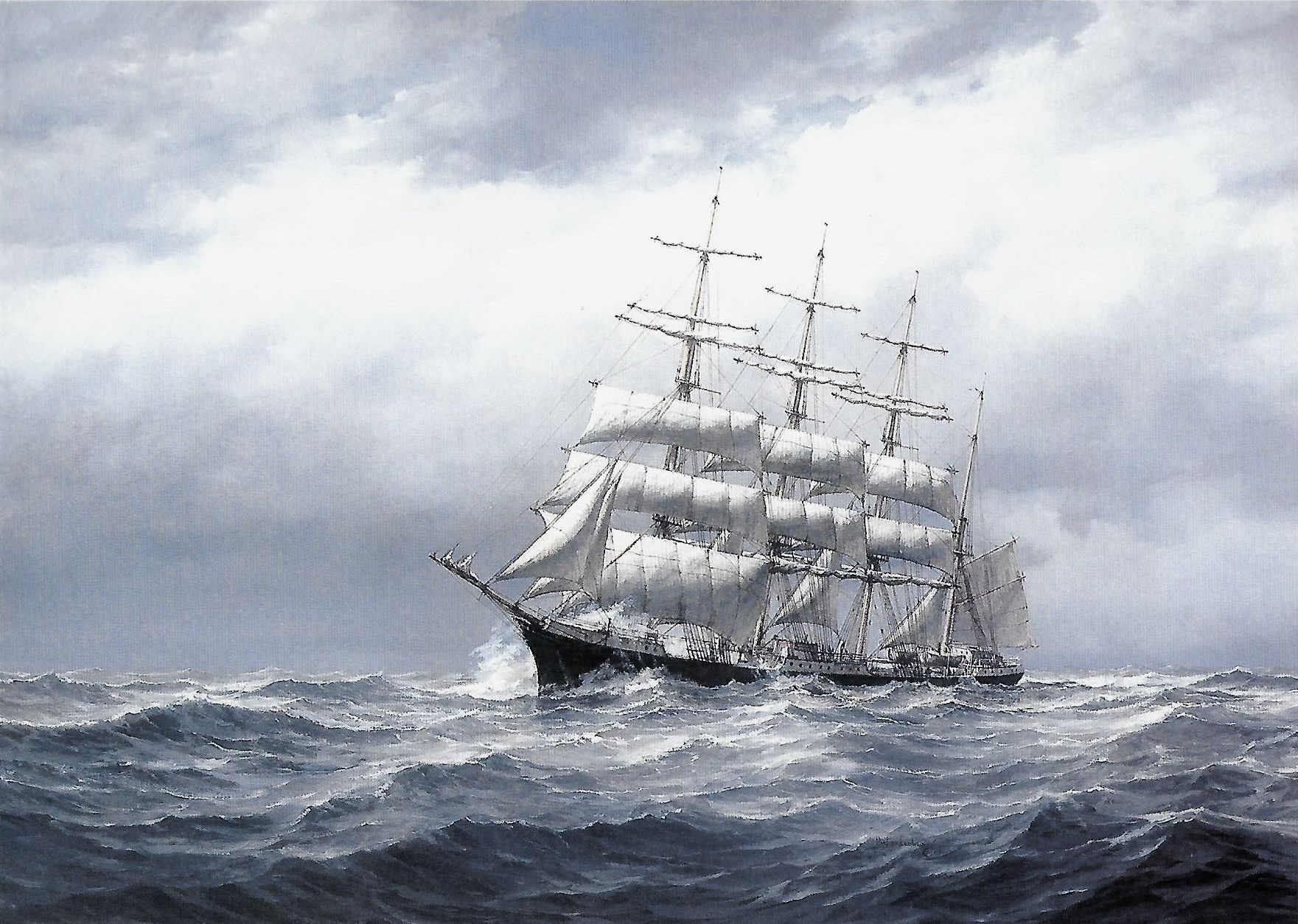
Die Passat ist eine Viermast-Stahlbark, die als einer der legendären Flying P-Liner der Reederei F. Laeisz 1911 bei Blohm & Voss vom Stapel lief und heute im Hafen von Travemünde liegt.
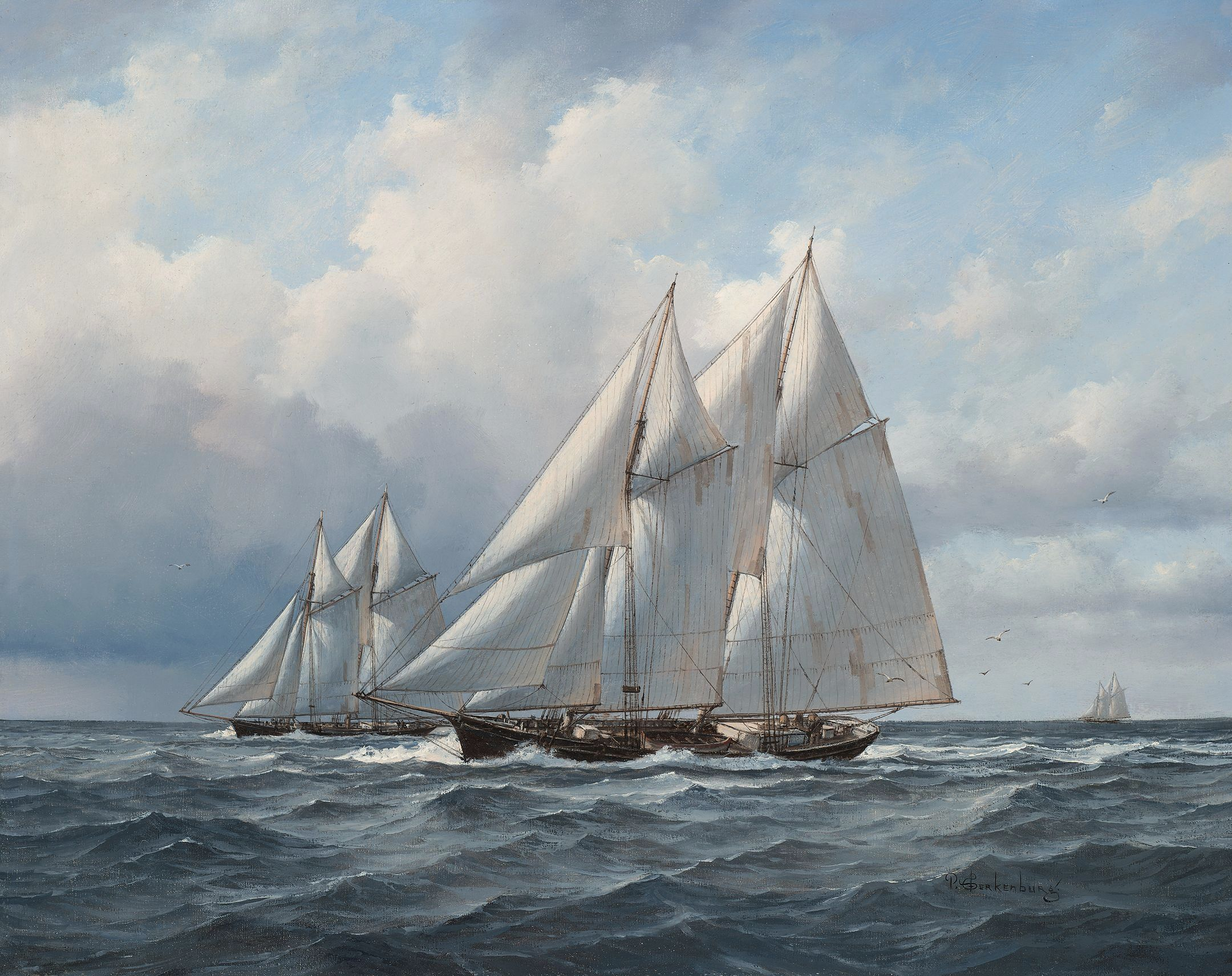
Schoner, selten und veraltend auch Schooner oder Schuner, bezeichnet ein Segelschiff mit einer bestimmten Takelung. Ein Schoner ist ein Segelschiff, das zwei oder mehr Masten hat, an allen Masten Schratsegel als Hauptsegel führt und dessen vorderster Mast niedriger als (einer) der hintere(n) ist.